# Spaghettificatie

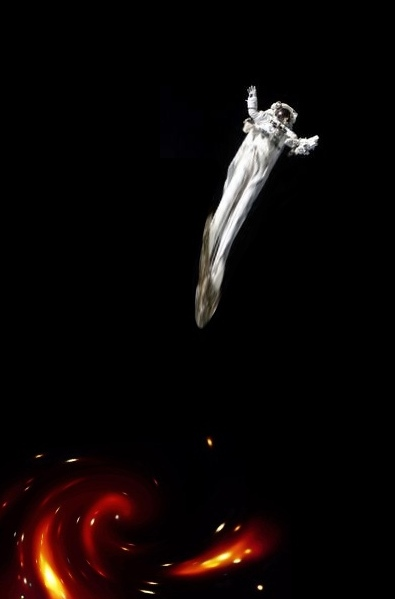
Spaghettificatie gevisualiseerd.

In de astrofysica wordt met spaghettificatie (ook wel bekend als het 'noedeleffect') bedoeld het uitrekken van objecten in de lengterichting als gevolg van een grote gradiënt van het zwaartekrachtsveld van een zwart gat, een extreme vorm van astronomische getijdenwerking. Hierdoor gaan deze objecten lijken op slierten spaghetti. De kracht is zo enorm dat geen enkel object, ongeacht het materiaal waarvan het is gemaakt, deze kan weerstaan.
De term spaghettificatie is afgeleid van een voorbeeld in het boek Het heelal door Stephen Hawking, waarin hij beschrijft hoe een denkbeeldige astronaut die de waarnemingshorizon van een zwart gat overschrijdt, wordt "uitgerekt als spaghetti".